# Наро-Фоминская волость
Наро-Фоминская волость — волость в составе Звенигородского уезда Московской губернии. Существовала в 1922—1929 годах. Центром волости был город Наро-Фоминск.
Наро-Фоминская волость была образована 23 октября 1922 года при упразднении Наро-Фоминского уезда и вхождении его территории в Звенигородский уезд. В состав волости вошли Рождественская и Ташировская волости бывшего Наро-Фоминского уезда, а также селения Архангельское, Афанасовка, Бекасово, Голохвостово, Ивановка, Пожитково, Сотниково и Шарапово Рудневской волости того же уезда.
В 1923 году волость делилась на 26 сельсоветов: Архангельский, Атепцовский, Бархатовский, Больше-Семенычевский, Горковский, Деденевский, Детенковский, Ивановский, Каменский, Кловский, Котовский, Крюковский, Лабановский, Мачихинский, Мишуковский, Могутовский, Мякишевский, Новинский, Ново-Фёдоровский, Плесенский, Рождественский, Слизневский, Ташировский, Чешковский, Шеламовский и Юматовский.
В 1924 году были упразднены Деденевский, Детенковский, Мачихинский, Мякишевский, Новинский и Юматовский с/с.
13 октября 1925 года были образованы Бекасовский, Бельковский, Елагинский, Мауринский, Мачихинский, Нефедовский, Николаевский, Новинский, Новский, Редькинский, Скугровский и Чичковский с/с.
В 1926 году все сельсоветы, образованные в 1925 году, были упразднены.
В 1927 году были образованы Бекасовский, Деденевский, Елагинский, Мауринский, Мачихинский, Николаевский, Новинский, Ново-Деревенский и Редькинский с/с.
В 1929 году был образован Нефедовский с/с и упразднён Деденевский с/с.
В ходе реформы административно-территориального деления СССР в 1929 году Наро-Фоминская волость была упразднена.